# اندیس خاک نسوز (حوض سفید آباده)
خاک نسوز (حوض سفید آباده) یک اندیس غیرفلزی است که در  استان فارس قرار دارد و مادهٔ معدنی موجود در آن، خاک نسوز است.سنگ میزبان این اندیس سنگ آهک است و دیرینگی آن به دوران مزوزوئیک می‌رسد. در این اندیس، پاراژنز‌های Fe۲O۳,SiO۲,MgO,Na۲O یافت می‌شوند.